# 闵学胜
闵学胜（1914年—2003年），中国人民解放军将领、中国人民解放军开国少将。
曾任中国人民解放军铁道兵后勤司令部副司令员。1955年，授予中国人民解放军少将。